# Florencio Díaz Armenta
Florencio Díaz Armenta (San Luis Río Colorado, Sonora; 26 de octubre de 1962) es un empresario y político mexicano, miembro del Partido Acción Nacional. En su último cargo se desempeñó como director general de la Comisión Nacional del Agua(Conagua) en el Estado de Sonora en el periodo 2009 al 2011.

## Formación
Realizó sus estudios en el Instituto Tecnológico y de Estudios Superiores de Monterrey, campus Monterrey, Nuevo León, donde cursó estudios de Ingeniero Mecánico Electricista, posteriormente realizó la Maestría de Ciencias en Ingeniería Eléctrica por el Instituto Politécnico Rensselaer en Troy, Nueva York.

## Trayectoria
Se desempeñó como empresario en su ciudad Natal en negocios del ramo eléctrico siendo Gerente General de la Distribuidora Eléctrica Díaz Armenta S.A. de C.V.  de 1986 a 1994.
En el periodo de 1994 a 1997 Chito inicia su carrera política desempeñando el cargo de Regidor del Ayuntamiento de San Luis Río Colorado para posteriormente ser Presidente Municipal los años de 1997 al 2000.
De 2001 a 2003 se desempeña como Delegado Regional del Instituto del Fondo Nacional de la Vivienda para los Trabajadores (INFONAVIT) en Sonora, siendo el primer delegado panista a nivel nacional nombrado por Vicente Fox, expresidente de la República.
De enero a octubre de 2003 fue Presidente del Comité Directivo Estatal del PAN en Sonora.
Del año 2004 al 2006 ejerce como Delegado de la Secretaría de Medio Ambiente y Recursos Naturales en Sonora.
Posteriormente, en el periodo de 2006 a 2008, se desempeña como diputado Local por el primer Distrito de San Luis Río Colorado y Coordinador del Grupo Parlamentario del PAN en la 58 Legislatura. Renunció su cargo en febrero de 2008 y tomó su lugar su suplente, Lina Acosta Cid.
De mayo de 2009 a diciembre de 2011 fue director general de la Comisión Nacional del Agua (Conagua) en el Estado de Sonora, dentro de ese mismo periodo fue precandidato a la gubernatura de Sonora por el Partido Acción Nacional en las Elecciones estatales de Sonora de 2009.
Otorgó apoyos para la construcción de Plantas de Tratamiento de Aguas Residuales y también logró junto con el Gobernador Guillermo Padrés Elías la aprobación del proyecto del Sonora Si, esto gracias a la construcción del Acueducto Independencia.
En los dos años que estuvo al mando de la CONAGUA, logró una inversión histórica de más de 5 mil millones, mismos que fueron destinados para la modernización de canales de riego, construcción de Plantas de Tratamiento y la construcción del primer Centro de Atención de Emergencias en Ciudad Obregón.